# Ернст Касирер
Ернст Касирер (на немски: Ernst Cassirer) е германски философ, културолог и историк, главен представител на марбургската школа по неокантианство.
Той подробно описва своите философски виждания в томовете си със заглавие „Философия на символичните форми“ (1923 – 1929). Една негова известна мисъл представя културите, които разкриват разнообразието на историческите форми на живот. Тя е следната: „Във всяка култура човекът открива и доказва една нова сила — силата да изгради свой собствен свят, един идеален свят.“

## Избрана библиография
- Descartes’ Kritik der mathematischen und naturwissenschaftlichen Erkenntnis, Marburg 1899.
- Leibniz’ System in seinen wissenschaftlichen Grundlagen. 1902
- Der kritische Idealismus und die Philosophie des „gesunden Menschenverstandes“. Töpelmann, Gießen 1906
- Das Erkenntnisproblem in der Philosophie und Wissenschaft der neueren Zeit. (Band 1: 1906; Band 2: 1907; Band 3: 1920; Band 4: Von Hegels Tod bis zur Gegenwart.(1832–1932), 1957)
- Substanzbegriff und Funktionsbegriff. Untersuchungen über die Grundfragen der Erkenntniskritik. 1910 англ. пр. Substance and function, and Einstein’s theory of relativity, Chicago; London: The Open court publishing company 1923,
- Freiheit und Form. Studien zur deutschen Geistesgeschichte. 1916
- Kants Leben und Lehre. 1918
- Heinrich von Kleist und die Kantische Philosophie, Reither und Reichard, Berlin 1919.
- Zur Einstein’schen Relativitätstheorie.Erkenntnistheoretische Betrachtungen. 1921 англ. пр, Substance and function, and Einstein’s theory of relativity, Chicago; London:The Open court publishing company, 1923
- Idee und Gestalt. Goethe, Schiller, Hölderlin, Kleist. 1921
- Philosophie der symbolischen Formen. 3 Bde. 1923 – 1929
  - Философия на Символните форми Плевен: Евразия, 1998
- Sprache und Mythos. Ein Beitrag zum Problem der Götternamen, 1925 (продълж.Wesen und Wirkung des Symbolbegriffs. Wissenschaftliche Buchgesellschaft, Darmstadt 1994, S. 71–158)
- Individuum und Kosmos in der Philosophie der Renaissance. 1927
- Die Idee der republikanischen Verfassung. Universitätsrede, 1929
- Die Philosophie der Aufklärung. 1932
- Determinismus und Indeterminismus in der modernen Physik. 1937
- Axel Hägerström: Eine Studie zur Schwedischen Philosophie der Gegenwart. 1939
- Zur Logik der Kulturwissenschaften. 1942
- An Essay on Man. An introduction to a philosophy of human culture. 1944
  -  Есе за човека, София: ИК Хр. Ботев, 1996
- The Myth of the State. 1946
- Symbol, Myth, and Culture: Essays and Lectures of Ernst Cassirer, 1935-1945 ed. by Donald Phillip Verene (11 март 1981)